# Elias (wrestler)
Elias, pseudonimo di Jeffrey Daniel Sciullo (Pittsburgh, 22 novembre 1987), è un wrestler e cantante statunitense.
È noto maggiormente per i suoi trascorsi in WWE dal 2013 al 2023, dove ha detenuto quattro volte il 24/7 Championship.

## Carriera

### Circuito indipendente (2008–2013)
Dal 2008 ha combattuto in varie federazioni indipendenti negli Stati Uniti d'America, in particolare nell'International Wrestling Cartel con il ringname Logan Shulo. Qui Shulo ha vinto una volta l'ICW Super Indy Championship e l'ICW World Heavyweight Championship. In seguito Sciullo lascia la IWC per la WWE.

### WWE (2013–2023)
Dopo aver firmato con la WWE nel 2013 Sciullo venne mandato nel territorio di sviluppo di NXT, dove debuttò il 24 aprile con il ringname Elias Samson perdendo contro Neville. Dopo essere comparso sporadicamente ad NXT, Samson adottò la gimmick di un musicista vagabondo insieme alla sua chitarra acustica. Assieme a Tucker Knight, Samson partecipò al Dusty Rhodes Tag Team Classic ma vennero eliminati dai Mechanics. Il 23 dicembre, a NXT TakeOver: London, Samson sconfisse Bull Dempsey. Nella puntata di NXT del 22 febbraio 2017 Samson venne sconfitto da Kassius Ohno, venendo costretto a lasciare NXT. Nella puntata di NXT del 1º aprile Samson si ripresentò, mascherato come El Vagabundo, e venne sconfitto da Oney Lorcan.
Nella puntata di Raw del 10 aprile 2017 Samson debuttò nel main-roster, apparendo sullo stage prima del match tra Cesaro, Sheamus e gli Hardy Boyz contro Luke Gallows, Karl Anderson e gli Shining Stars. Nella puntata di Raw del 17 aprile apparve alle spalle di Chris Jericho durante un'intervista a Y2J nel backstage; nelle settimane successive continuò ad apparire nel backstage alle spalle di vari wrestler e del General Manager Kurt Angle. Samson combatté il suo primo match nel main-roster nella puntata di Raw del 22 maggio, sconfiggendo per squalifica Dean Ambrose grazie all'intervento di The Miz. Dopo aver chiuso una breve faida con Finn Bálor, nella puntata di Raw del 31 luglio Samson accorciò il suo ringname in Elias e sconfisse Kalisto. Nella puntata di Raw del 28 agosto Elias partecipò ad una Battle Royal per determinare il contendente nº1 all'Intercontinental Championship di The Miz ma venne eliminato da Jason Jordan. Nella puntata di Raw del 18 settembre Elias partecipò ad un Six-pack Challenge che includeva anche Bo Dallas, Curtis Axel, Jason Jordan, Jeff Hardy e Matt Hardy per determinare il contendente nº1 all'Intercontinental Championship di The Miz ma il match venne vinto da Jordan. Il 24 settembre, nel Kick-off di No Mercy, Elias sconfisse Apollo Crews. Il 22 ottobre, a TLC: Tables, Ladders & Chairs, Elias venne sconfitto da Jason Jordan, subendo la prima sconfitta per schienamento nel roster principale. Il 19 novembre, nel Kick-off di Survivor Series, Elias sconfisse Matt Hardy. Nella puntata di Raw del 27 novembre Elias affrontò Roman Reigns per l'Intercontinental Championship ma venne sconfitto. Il 28 gennaio, alla Royal Rumble, Elias partecipò all'omonimo incontro entrando col numero 6 ma venne eliminato da John Cena. Nella puntata di Raw del 29 gennaio Elias sconfisse Matt Hardy, qualificandosi di conseguenza per l'Elimination Chamber match nell'omonimo pay-per-view. Il 25 febbraio, ad Elimination Chamber, Elias partecipò all'omonimo match che includeva anche Braun Strowman, Finn Bálor, John Cena, The Miz, Roman Reigns e Seth Rollins con in palio la possibilità di sfidare Brock Lesnar per l'Universal Championship a WrestleMania 34 ma venne eliminato da Strowman.
Nella puntata di Raw del 5 marzo Elias è stato sconfitto da Braun Strowman nel primo Symphony of Destruction match della storia. Il 27 aprile, a Greatest Royal Rumble, Elias partecipò al Royal Rumble match a 50 uomini entrando col numero 20 ma venne eliminato da Bobby Lashley. Nella puntata di Raw del 14 maggio Elias partecipò ad un Triple Threat match di qualificazione al Money in the Bank Ladder match che includeva anche Bobby Lashley e Kevin Owens ma il match venne vinto da Owens. Il 17 giugno, a Money in the Bank, Elias affrontò Seth Rollins per l'Intercontinental Championship ma venne sconfitto. Nella puntata di Raw del 16 luglio Elias partecipò ad un Triple Threat match che includeva anche Bobby Lashley e Seth Rollins con in palio la possibilità di inserirsi in un match per determinare il contendente nº1 all'Universal Championship di Brock Lesnar ma il match venne vinto da Lashley. Il 6 ottobre, a Super Show-Down, Elias e Kevin Owens vennero sconfitti da Bobby Lashley e John Cena. Nella puntata di Raw del 22 ottobre Elias sconfisse Apollo Crews; al termine dell'incontro effettuò un turn-face, attaccando il General Manager Baron Corbin che lo aveva interrotto durante il suo concerto. Il 16 dicembre, nel Kick-off di TLC: Tables, Ladders & Chairs, Elias sconfisse Bobby Lashley in un Ladder match con una chitarra sospesa sul ring. Il 27 gennaio, alla Royal Rumble, Elias partecipò all'omonimo match entrando col numero 1 ma venne eliminato da Seth Rollins; prima che iniziasse il match, Elias effettuò un turn heel, attaccando alle spalle con una chitarra ed eliminando il WWE Hall of Famer Jeff Jarrett, entrato con il numero 2.
Con lo Shake-up del 16 aprile Elias passò al roster di SmackDown. Il 19 maggio, a Money in the Bank, Elias venne sconfitto in pochi secondi da Roman Reigns. Nella puntata di SmackDown del 28 maggio Elias schienò R-Truth vincendo il 24/7 Championship, il suo primo titolo in WWE, ma successivamente lo perse dopo che Reigns lo colpì con una Spear durante un match di coppia tra lui e Drew McIntyre contro lo stesso Reigns e R-Truth, permettendo a quest'ultimo di schienarlo nuovamente per sottrargli il titolo. Nella puntata di SmackDown del 4 giugno Elias sconfisse R-Truth in un Lumberjack match conquistando il 24/7 Championship per la seconda volta ma lo perse subito dopo sotto al ring contro lo stesso R-Truth. Il 7 giugno, a Super ShowDown, Elias partecipò ad una 51-man Battle Royal ma venne eliminato per ultimo da Mansoor (appartenente al roster di NXT). Nella puntata di Raw del 12 agosto Elias venne sconfitto da Ricochet; più tardi, Elias colpì R-Truth con una chitarra nel backstage e lo schienò, diventando per la terza volta 24/7 Champion. Nella puntata di SmackDown del 20 agosto Elias sconfisse Kevin Owens negli ottavi di finale del torneo del King of the Ring grazie anche all'intervento di Shane McMahon. Il 23 agosto, durante l'evento Fox Founders Day, Elias perse il titolo contro R-Truth venendo schienato su un palco, ma il giorno dopo lo riconquistò schienando il neo-campione Rob Stone. Nella puntata di SmackDown del 27 agosto Elias venne attaccato da Kevin Owens e, poco dopo, perse il 24/7 Championship venendo schienato dal sopraggiunto Drake Maverick. Nella puntata di SmackDown del 3 settembre Elias sconfisse Ali nei quarti di finale del King of the Ring. Il 26 gennaio, alla Royal Rumble, Elias partecipò al match omonimo entrando col numero 2 ma venne eliminato dal WWE Champion Brock Lesnar. Il 4 aprile, nella prima serata di WrestleMania 36, Elias sconfisse King Corbin. Nella puntata di SmackDown del 15 maggio Elias sconfisse nuovamente King Corbin nei quarti di finale del torneo per la riassegnazione del vacante Intercontinental Championship. Nella puntata di SmackDown del 29 maggio Elias venne investito da Jeff Hardy (kayfabe) poco prima della sua semifinale contro AJ Styles, risultando impossibilitato a competere. In realtà, Elias subì uno strappo ad un muscolo pettorale, dovendo rimanere fuori dalle scene per un periodo dai tre ai sei mesi.
Il 12 ottobre 2020, per effetto del Draft, Elias passò al roster di Raw. Il 25 ottobre, a Hell in a Cell, Elias sconfisse Jeff Hardy per squalifica dopo essere stato colpito da questi con una chitarra. Nella puntata di Raw del 26 ottobre Elias venne sconfitto da Keith Lee, a causa della distrazione di Hardy, fallendo nell'opportunità di inserirsi nel Team Raw per Survivor Series. Nella puntata di Raw del 9 novembre Elias affrontò Jeff Hardy e Riddle in un Triple Threat match di qualificazione per il Team Raw per Survivor Series ma il match venne vinto da Riddle. Il 22 novembre, nel Kick-off di Survivor Series, Elias ha partecipato ad una Battle Royal tra Raw e SmackDown ma è stato eliminato da Jeff Hardy. Nella puntata di Raw del 30 novembre Elias venne sconfitto da Jeff Hardy in un Symphony of Destruction match. Il 31 gennaio, alla Royal Rumble, Elias partecipò all'omonimo incontro entrando col numero 14 ma venne eliminato da Damian Priest. Il 21 febbraio, nel Kick-off di Elimination Chamber, Elias partecipò ad un Fatal 4-Way match che comprendeva anche John Morrison, Mustafa Ali e Ricochet con in palio l'opportunità di inserirsi nel Triple Threat match per lo United States Championship la sera stessa ma il match venne vinto da Morrison. Il 21 marzo, a Fastlane, Elias venne pesantemente sconfitto da Braun Strowman. Nella puntata di SmackDown del 9 aprile Elias partecipò all'André the Giant Memorial Battle Royal ma venne eliminato da MACE e T-BAR. Nella puntata di Raw del 31 maggio, durante un match di coppia contro AJ Styles e Omos per il Raw Tag Team Championship di questi ultimi, Elias abbandonò il suo alleato Jaxson Ryker causandone la sconfitta, interrompendo la loro alleanza. Dopo aver perso nuovamente contro Ryker per count-out, Elias chiuse la rivalità venendo nuovamente sconfitto dal suo ex-amico in uno Strap match il 28 giugno a Raw. Dalla puntata di Raw del 9 agosto iniziarono ad andare in onda delle vignette in cui Elias dapprima diede fuoco alla sua chitarra e poi posare una lapide con il suo nome, dichiarando la fine della sua gimmick.
Elias tornò nella puntata di Raw del 4 aprile, la sera dopo la seconda serata di WrestleMania 38, presentandosi a Kevin Owens come Ezekiel, il fratello di Elias (kayfabe). Ezekiel combatté il suo primo match nella sua nuova gimmick il 18 aprile a Raw sconfiggendo Chad Gable per squalifica a causa dell'intervento di Otis. In seguito, Ezekiel entrò in faida con Kevin Owens dopo che quest'ultimo rifiutò di credere che fosse davvero il fratello di Elias, e il 5 giugno, a Hell in a Cell, venne sconfitto da Owens. Nella puntata di Raw dell'8 agosto Ezekiel affrontò nuovamente Kevin Owens ma l'incontro si concluse in no-contest dopo che Owens lo colpì con una powerbomb sull'apron ring, infortunandolo (kayfabe) e chiudendo la faida.
Il 16 settembre venne annunciato che la gimmick di Ezekiel era terminata e che sarebbe tornato Elias il 17 ottobre a Raw, dove intervenne durante l'incontro tra Matt Riddle e Seth Rollins per lo United States Championship, causando involontariamente la sconfitta di Riddle per poi venire attaccato dallo stesso Rollins. Tornò in azione sul ring nella puntata di Raw del 24 ottobre sconfiggendo Chad Gable.
Il 28 gennaio, alla Royal Rumble, partecipò all'incontro omonimo entrando col numero 19 ma venne eliminato dopo neanche un minuto da Drew McIntyre e Sheamus. Nella puntata di SmackDown del 31 marzo partecipò all'annuale André the Giant Memorial Battle Royal ma venne eliminato da Angel e Humberto.
Il 1º maggio, per effetto del Draft, divenne un free-agent. Nella puntata di Raw del 15 maggio partecipò ad una battle royal per determinare il nuovo sfidante di Gunther per l'Intercontinental Championship ma venne eliminato da Apollo Crews.
Il 21 settembre venne licenziato dalla WWE, insieme a molti altri colleghi.

### TNA (2025–presente)
Dopo aver lottato con il nome di Elijah in varie federazioni del circuito indipendente, tra cui la ROH, il 20 febbraio fa il suo esordio in TNA salvando il TNA World Champion Joe Hendry da un attacco dei Colons. La serata stessa vince nel main event facendo coppia proprio con il campione contro Primo ed Epico.

## Personaggio

### Mosse finali
- Come Elias
  - Diving elbow drop
  - Drift Away (Swinging fisherman neckbreaker)
  - Encore (Rolling cutter) – 2016–2017
- Come Ezekiel
  - Vertical suplex swinging neckbreaker
- Come Logan Shulo
  - Electric chair in una Sitout powerbomb

### Soprannomi
- "The Drifter"
- "The Heavy Metal Jesus"
- "The Sinister Songsmith"
- "The Struggler"

### Musiche d'ingresso
- Darkside of the Road di Ol' Style Skratch (2015)
- Drift dei CFO$ (2015–2019)
- Drift V2 dei CFO$ (2019–2020)
- Amen (I'm Going In) di Elias (2020–2021; 2022–2023)
- Cross the Lines dei def rebel (2021)
- Ring of Fire dei def rebel (2022)

## Titoli e riconoscimenti
- International Wrestling Cartel
  - IWC Super Indy Championship (1)
  - IWC World Heavyweight Championship (1)
- Pro Wrestling Illustrated
  - 69º tra i 500 migliori wrestler singoli nella PWI 500 (2018)
- WWE
  - WWE 24/7 Championship (4)
  - Slammy Award/Year-End Award (2)
    - Breakout Superstar of the Year (edizione 2018)
    - Musical Performance of the Year (edizione 2020)

## Discografia
- WWE: Walk with Elias (2018)
- WWE: Universal Truth (2020)